# Stade Giacomo Basciano
Le stade Giacomo Basciano, anciennement stade polysportif provincial de Trapani (en italien : Stadio polisportivo provinciale di Trapani), est un stade omnisports italien, principalement utilisé pour le football, situé à Casa Santa, un quartier de la ville d'Erice, en Sicile.
Le stade, doté de 7 787 places et inauguré en 1960, sert d'enceinte à domicile aux équipes de football du Trapani Calcio et de la Società Sportiva Dilettantistica Dattilo Noir 1980.

## Histoire
En 1951, le libre consortium municipal de Trapani identifie une zone au sud de la ville (entre la via Marsala et la via Salemi) comme l'endroit le plus approprié pour la construction du nouveau stade et confie le projet à l'ingénieur Cesare Macaluso. Mais à la suite de problèmes financiers de la commune de Trapani, le projet est confié à l'administration provinciale. En avril 1957 est achevé le projet de nouveau stade, initialement conçu pour pouvoir accueillir 10 000 personnes.
Le stade est inauguré en 1960, lors d'une rencontre comptant pour la 7e journée de Série B 1960-61, se soldant sur une victoire 3-1 des locaux du Trapani Calcio sur l'AS Tarente.
Il disposait à l'époque d'une piste d'athlétisme (supprimée en 2014). Une piscine et une salle de musculation sont ajoutées au complexe dans les années 1980.
Le toit de la tribune est longtemps remplacé par une structure métallique précaire, et ce jusqu'au 8 novembre 1987 lorsqu'elle est finalement remplacée par une nouvelle tribune couverte construite en béton armé avec une toiture métallique.
Entre 1988 et 1990, le stade accueille provisoirement les matchs à domicile de la grande équipe sicilienne de la région de l'US Palerme, en attendant les rénovations de son enceinte, le Stade La Favorita.
Le 21 mars 2007 a lieu au stade le Trophée rendant hommage à Filippo Raciti, policier tué le 2 février 2007 durant le « drame de Catane ».
En 2013 et 2014 sont réalisés de nombreux travaux de rénovation du stade (installation d'un nouveau gazon synthétique) et remodélisation des tribunes, des virages et des marches d'escalier.

## Événements
- 1997 : Match de football Italie-Brésil de la XIXe Universiade d'été (match d'ouverture)[7]
- 5 juin 2016 : Finale de Série B entre le Trapani Calcio et le Delfino Pescara

### Matchs internationaux de football
| Date             | Compétition                | Équipes                                | Score | Affluence |
| ---------------- | -------------------------- | -------------------------------------- | ----- | --------- |
| 2 juin 1971      | Qualifs. mondial 1971      | Italie féminine — Angleterre féminine  | 7-0   | —         |
| 9 septembre 1972 | Match amical               | Italie féminine — Yougoslavie féminine | 1-0   | —         |
| 23 février 2000  | Match amical               | Italie espoirs — Suède espoirs         | 2-0   | —         |
| 28 mars 2003     | Qualifs. euro espoirs 2004 | Italie espoirs — Finlande espoirs      | 1-0   | —         |
| 1er avril 2003   | Qualifs. euro espoirs 2004 | Israël espoirs — France espoirs        | 0-3   | —         |
| 3 septembre 2004 | Qualifs. euro espoirs 2006 | Italie espoirs — Norvège espoirs       | 2-0   | —         |

## Galerie

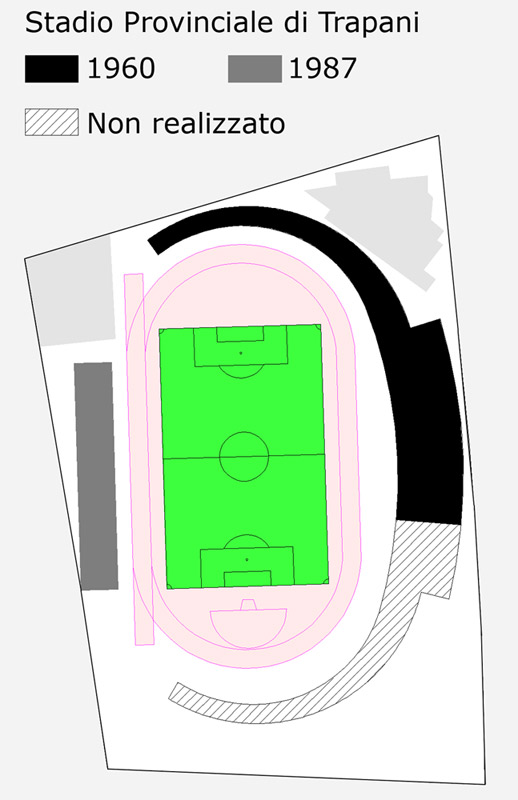
Plan du stade en 2012 avant les rénovations majeures
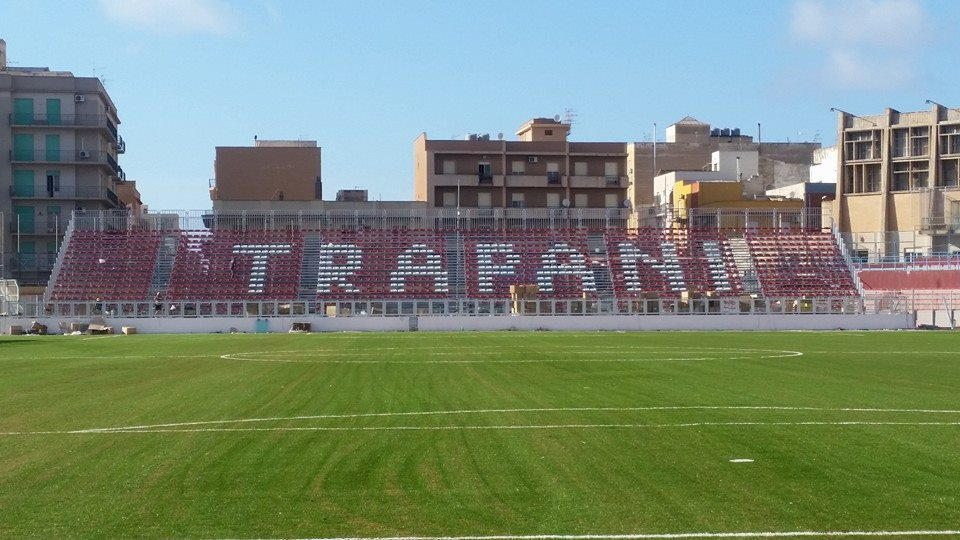
Ancienne tribune du stade
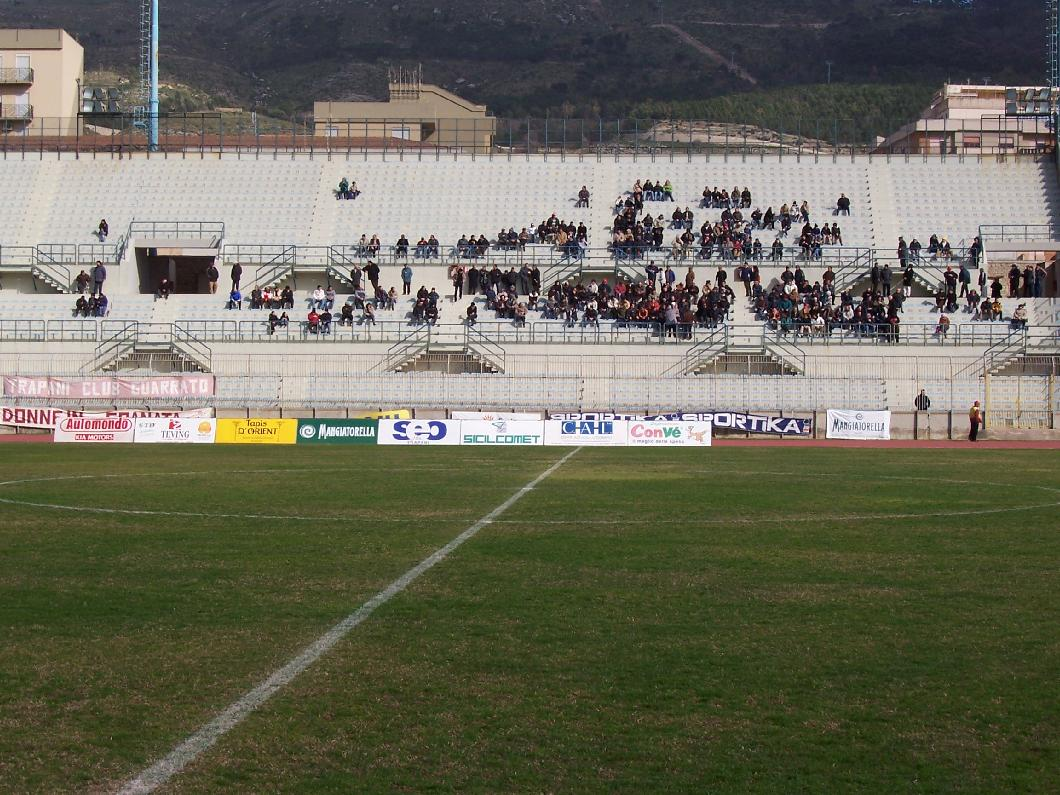
Stade après les rénovations majeures de 2013
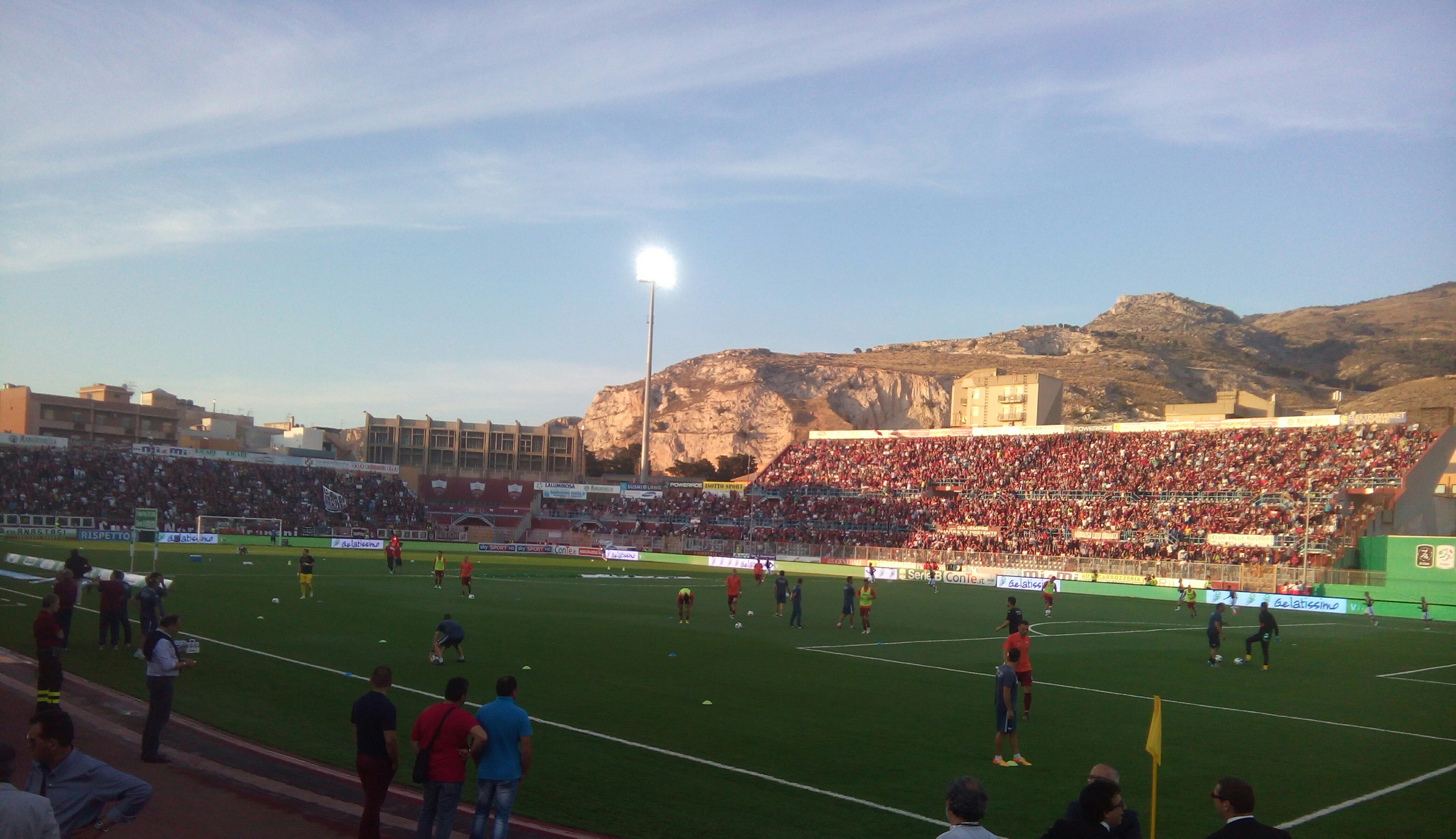
Match de Série B entre Trapani et Pescara en 2016
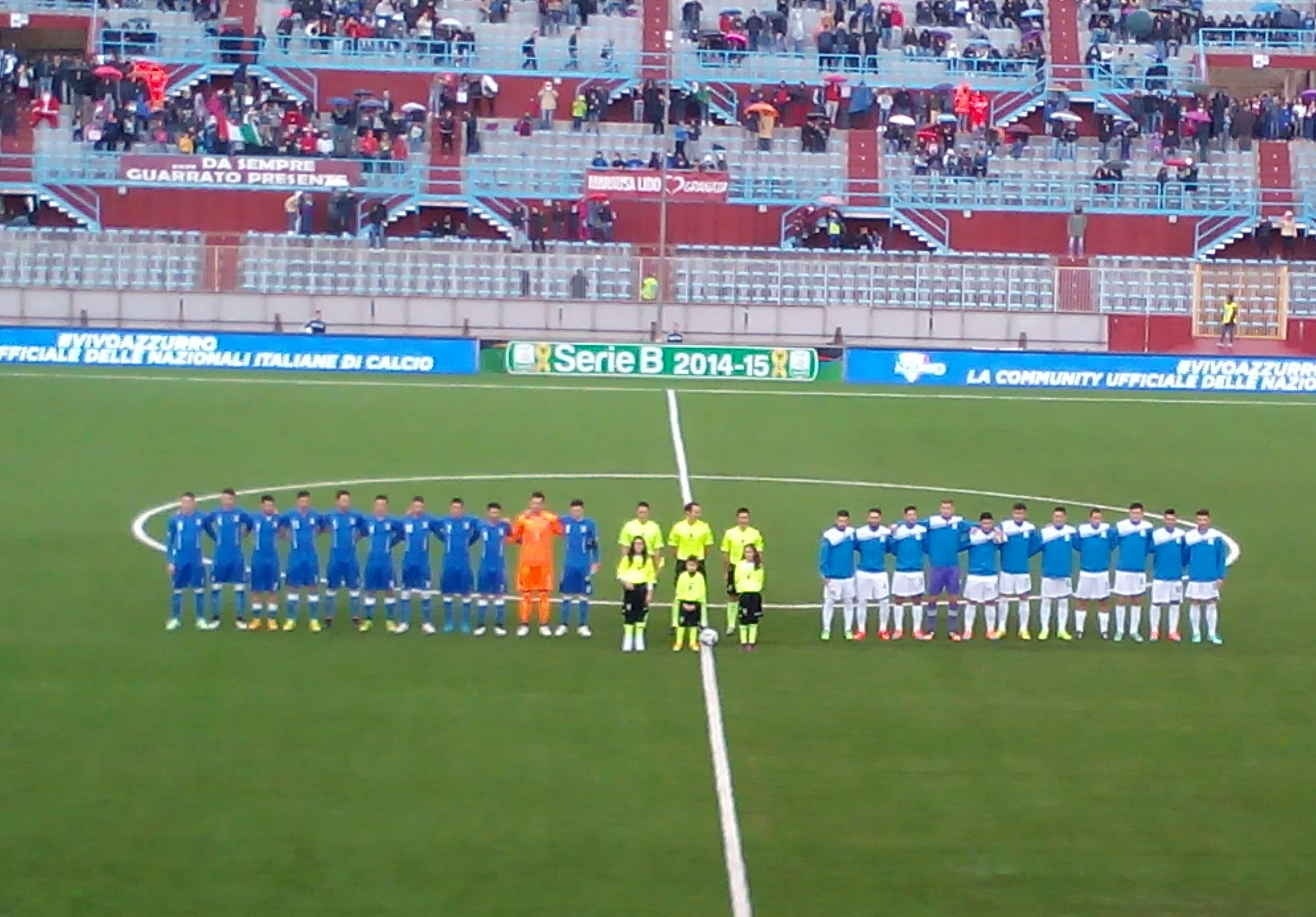
Match entre l'Italie espoirs et l'Italie B en 2014